# Pauline Hammarlund
Pauline Louise Hammarlund, född 7 maj 1994, är en svensk fotbollsspelare som spelar för Djurgårdens IF. 

## Biografi

### Bakgrund
Fram till 15 års ålder spelade Pauline Hammarlund ishockey i ett pojklag. Valet att sluta med (pojk)ishockeyn kom efter en hjärnskakning och en bruten arm. Mellan alternativet att fortsätta i ett damlag och istället satsa på fotboll valde hon det senare alternativet.

### Klubbspel
Hammarlunds moderklubb är Skogås/Trångsund FF. Hon inledde sin damallsvenska karriär 2010 (som 16-åring), då för Tyresö FF.
2013 bytte Hammarlund klubb till Linköpings FC. Sejouren blev dock bara ettårig, och de damallsvenska säsongerna 2014 och 2015 tillbringade hon i Piteå IF. Under 2015 hade hon utvecklats till en pålitlig målskytt, vilket under året resulterade i 16 damallsvenska mål (förutom tre målgivande passningar).
Hammarlund blev trea i 2015 års skytteliga, som bästa svenska spelare. Genombrottet som målskytt kom efter att Hammarlund bytt plats i klubblaget, från en roll som ytter till central anfallare.
Inför 2016 års damallsvenska skrev hon på ett tvåårigt kontrakt för seriekonkurrenten Kopparbergs/Göteborg FC. Bland annat behövde göteborgslaget en ersättare för anfallsstjärnan Manon Melis, som efter nio år i klubben flyttade hem till Nederländerna. I Göteborg presterade Hammarlund under året 12 mål och fyra målgivande passningar. I maj 2021 råkade Hammarlund ut för en korsbandsskada, vilket gjorde att hon missade resten av säsongen.
I januari 2023 blev Hammarlund klar för sin första utlandssejour då hon skrev på för italienska Fiorentina. I juli 2024 återvände Hammarlund till Sverige och skrev på ett 1,5-årskontrakt med Djurgårdens IF.

### Landslagsspel
Pauline Hammarlund har deltagit i landslagssammanhang sedan 2010. Bakom sig har hon 8 matcher i U17-landslaget, 27 matcher i U19-landslaget och 14 matcher i U23-landslaget.
Hammarlund gjorde A-landslagsdebut i EM-kvalet den 17 september 2015, där hon blev inbytt i mötet med Moldavien. Hon gjorde även ett mål i matchen. Totalt har hon fram till mars 2017 spelat 16 A-landskamper och på dessa stått för 4 gjorda mål.